# Saint-Germain-sur-Ille
Saint-Germain-sur-Ille (bretonisch: Sant-Jermen-an-Il, Gallo: Saent-Jermaen-sur-Ill) ist eine französische Gemeinde mit 1.023 Einwohnern (Stand: 1. Januar 2022) im Département Ille-et-Vilaine in der Region Bretagne. Sie gehört zum Arrondissement Rennes und zum Kanton Melesse. Die Einwohner werden Germinois genannt.

## Geografie
Saint-Germain-sur-Ille liegt etwa 15 Kilometer nordnordwestlich von Rennes an der Ille und dem parallel verlaufenden Canal d’Ille-et-Rance. Umgeben wird Saint-Médard-sur-Ille von den Nachbargemeinden Saint-Médard-sur-Ille im Norden, Saint-Aubin-d’Aubigné im Nordosten und Osten, Chevaigné im Südosten sowie Melesse im Süden und Westen.
Der Ort hat einen Bahnhof an der Bahnstrecke Rennes–Saint-Malo.

## Bevölkerungsentwicklung
| Jahr                       | 1962 | 1968 | 1975 | 1982 | 1990 | 1999 | 2006 | 2013 | 2020 |
| Einwohner                  | 555  | 532  | 562  | 649  | 693  | 725  | 872  | 877  | 982  |
| Quellen: Cassini und INSEE |      |      |      |      |      |      |      |      |      |

## Sehenswürdigkeiten
- Kirche Saint-Germain
- Schloss Le Verger-au-Coq, Monument historique

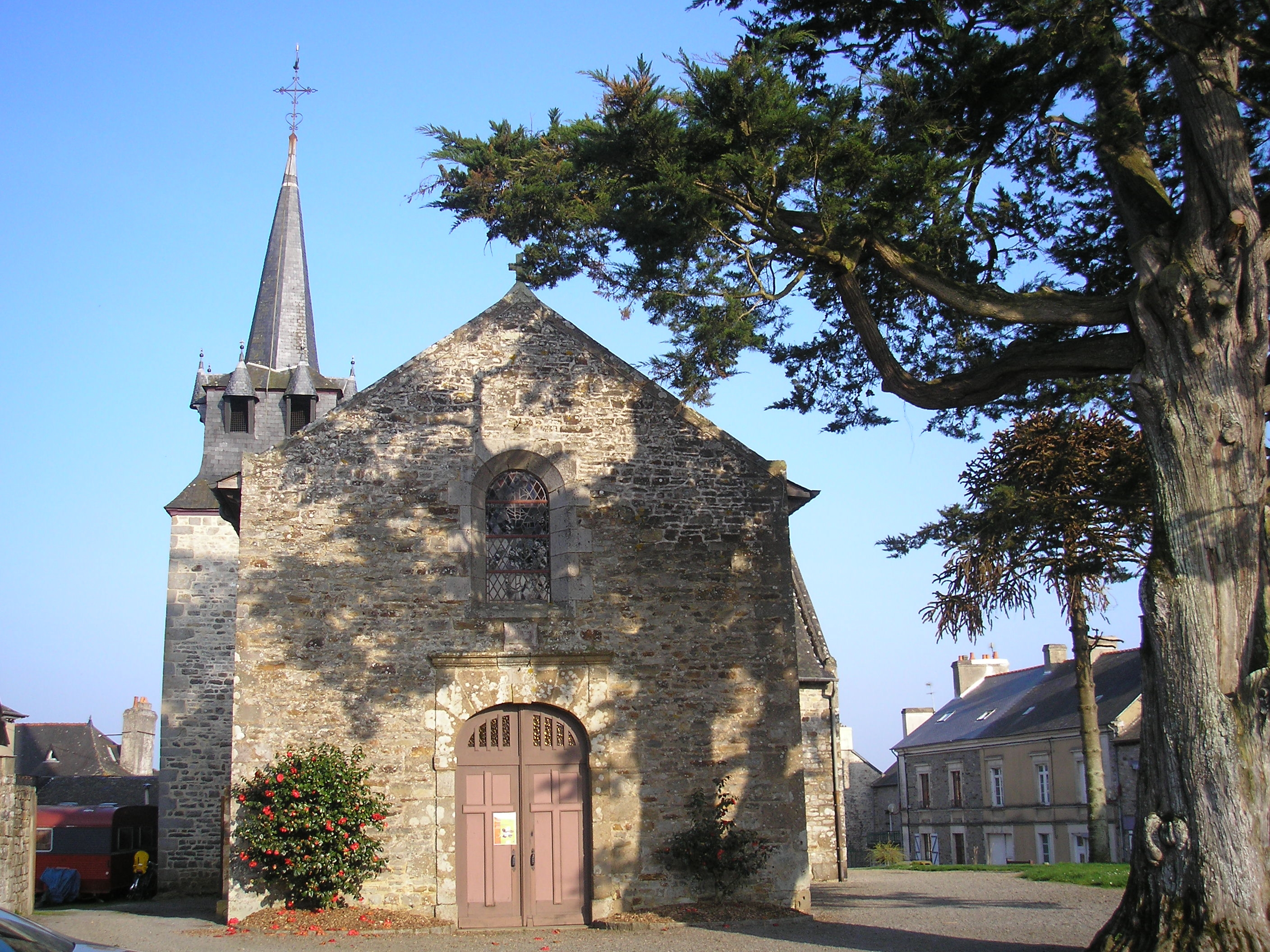
Kirche Saint-Germain
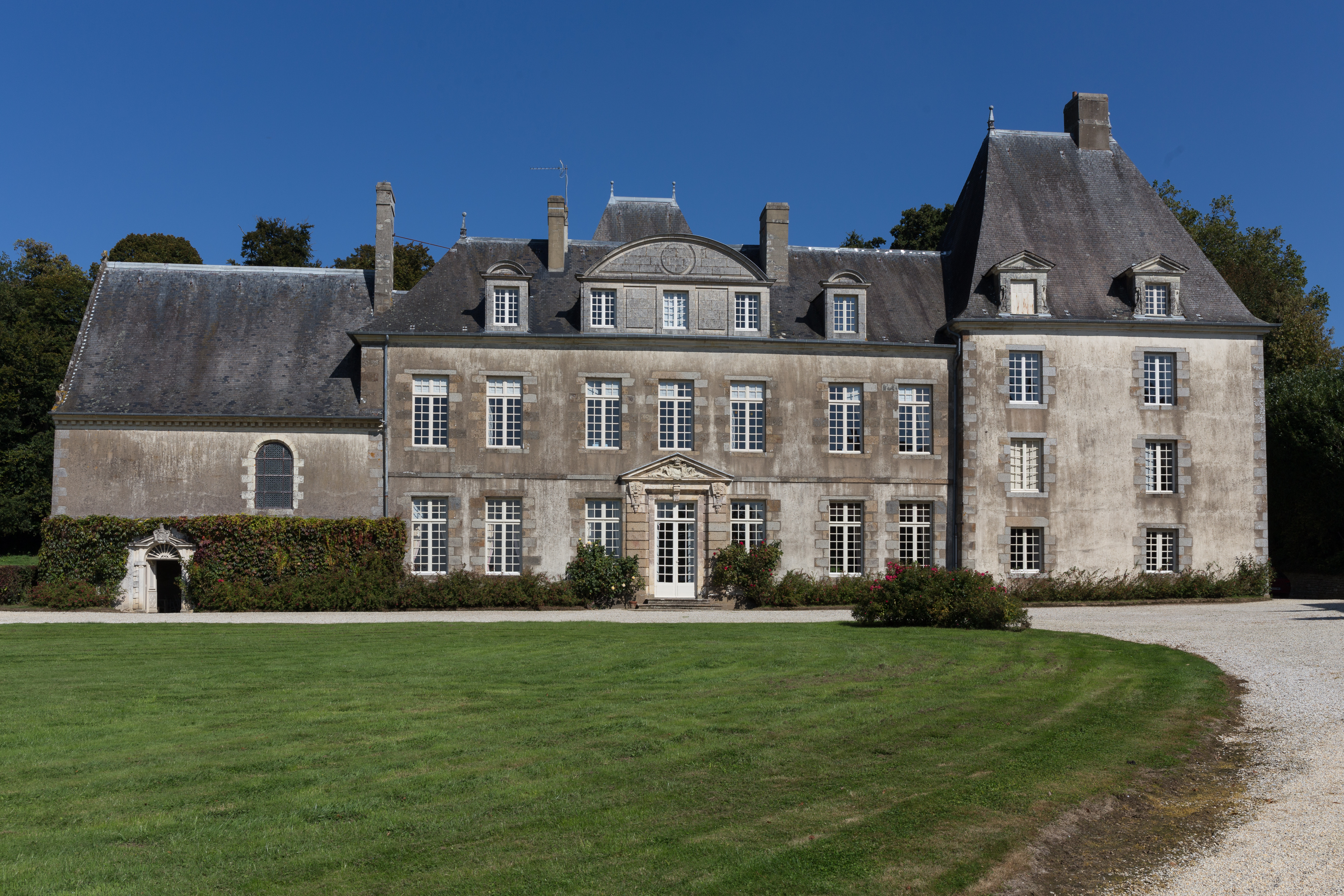
Schloss Le Verger-au-Coq
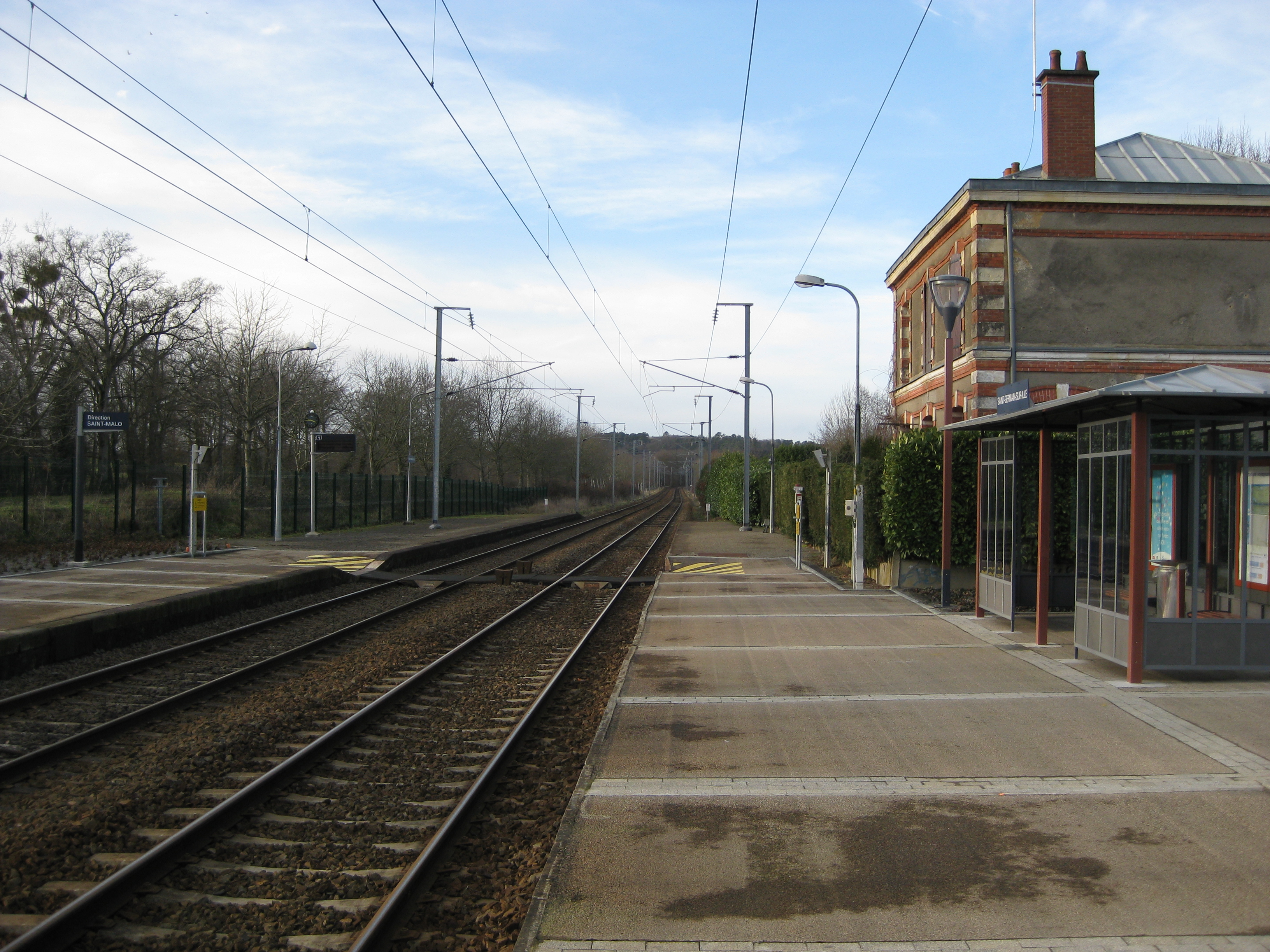
Bahnhof